# رودني برات
رودني برات (15 نوفمبر 1938 في المملكة المتحدة - ) (بالإنجليزية: Rodney Pratt)‏ هو لاعب كريكت بريطاني. لعب مع نادي مقاطعة ليسترشاير للكريكت ‏.